# Chiesa di Santa Teresa d'Avila
La chiesa di Santa Teresa d'Avila è un luogo di culto cattolico di Legnano. Dedicata a Teresa d'Avila, è riferimento del quartiere Mazzafame.

## Storia
Venne edificata all'inizio del XVIII secolo grazie all'interessamento del conte Camillo Prata. Per tale motivo la sua casata esercitò su di essa, per qualche generazione, il diritto di giuspatronato. In questo periodo storico, a Legnano, furono edificate anche la chiesa dei Santi Magi e la chiesa di Santa Maria Maddalena.
Architettonicamente, la chiesa di Santa Teresa d'Avila è un oratorio di 11 metri di lunghezza e 5,5 metri di larghezza. È stata costruita in mattoni e sassi, e presenta i muri perimetrali esterni intonacati. Nei primi anni del XX secolo venne realizzato un campanile, che crollò poco tempo dopo. Delle tre campane un tempo ospitate dalla torre campanaria, una fu reinstallata sulla chiesa all'interno di un arco costruito sul tetto (quella soprannominata "campana delle tempeste"), mentre le altre due vennero trasferite all'interno dell'edificio, in sacrestia. Con la costruzione della chiesa del Beato Cardinale Ferrari, le tre campane vennero spostate nel nuovo luogo di culto. La chiesa di Santa Teresa d'Avila fu però chiusa alle celebrazioni religiose già negli anni cinquanta del XX secolo perché, nel frattempo, era stata inaugurata la vicina chiesa della Mater Orphanorum.
Le opere artistiche più importanti custodite nella chiesa di Santa Teresa d'Avila sono una pala d'altare riproducente L'Estasi di Santa Teresa, dipinto già menzionato nel 1761, e un crocifisso ligneo, frutto dell'artigianato tirolese di inizio XIX secolo.